# Kościół św. Antoniego Padewskiego w Boleszkowicach
Kościół Świętego Antoniego Padewskiego w Boleszkowicach – rzymskokatolicki kościół parafialny w Boleszkowicach, w gminie Boleszkowice, w powiecie myśliborskim, w województwie zachodniopomorskim. Należy do dekanatu Mieszkowice archidiecezji szczecińsko-kamieńskiej. Mieści się przy ulicy Warszawskiej.

## Historia
Świątynia została wybudowana około połowy XIV wieku z kamieni granitowych. Została zniszczona dwukrotnie w pożarach z 1633 i 1718 roku. Odbudowana została od nowa w połowie XIX stulecia w stylu neogotyckim przez nowych fundatorów i mieszkańców. Ostatecznie budowa zakończyła się w 1858 roku. Została wzniesiona budowla monumentalna z potężną granitową wieżą, która zachowała się do dziś. Z cegły zostały zbudowane jedynie otwory okienne, kruchty i szczyty oraz zwieńczenie wieży. W latach 1865–1870 świątynia została wyposażona w organy mieszczące się na chórze, które w latach późniejszych były modernizowane i przebudowane (w takim stanie zachowały się do dziś). Kościół po II wojnie światowej została konsekrowana w dniu 13 czerwca 1946 roku. W tej świątyni pierwszą Mszę Św. odprawił ksiądz polski w listopadzie 1945 roku. Wierni byli obsługiwani przez księdza z Mieszkowic, a następnie świątynię i wiernych włączono do parafii Świętych Apostołów Piotra i Pawła w Dębnie. W 1947 roku erygowano samodzielną parafię św. Antoniego w Boleszkowicach.

## Architektura i wyposażenie
Wieża jest bogato zdobiona, do 1999 roku miała hełm wieloboczny nakryty łupkiem. Posiada zegar z przełomu XIX-XX stulecia. Budowla wybudowana jest na planie krzyża z ołtarzem skierowanym na wschód (Ziemię Świętą). We wnętrzu świątyni, na prawej ścianie południowej mieści się tablica marmurowa z krótką historią budowli i fundatorami. Takie tablice znajdowały się na zewnętrznych murach kościoła (zostały zniszczone i zdemontowane po 1945 roku). Wystrój ołtarza i chrzcielnica w stylu neogotyckim (przetrwały do dziś) zostały ufundowane po wojnach napoleońskich.